# Nuoto ai XVI Giochi panamericani
Il nuoto ai XVI Giochi panamericani si è svolto dal 15 al 22 ottobre allo Scotiabank Aquatics Center di Guadalajara, in occasione della sedicesima edizione dei Giochi panamericani. Le gare dei 10 km in acque aperte maschile e femminile si sono svolte nelle acque dell'API Maritime Terminal a Puerto Vallarta.

## Medagliere
| #      | Nazione      | Oro | Argento | Bronzo | Totale |
| ------ | ------------ | --- | ------- | ------ | ------ |
| 1      | Stati Uniti  | 18  | 19      | 9      | 46     |
| 2      | Brasile      | 10  | 9       | 6      | 25     |
| 3      | Canada       | 2   | 1       | 2      | 5      |
| 4      | Venezuela    | 1   | 1       | 6      | 8      |
| 5      | Isole Cayman | 1   | 1       | 1      | 3      |
| 6      | Argentina    | 1   | 0       | 3      | 4      |
| 7      | Cile         | 1   | 0       | 1      | 2      |
| 8      | Cuba         | 0   | 1       | 1      | 2      |
| 9      | Giamaica     | 0   | 1       | 0      | 1      |
| 9      | Colombia     | 0   | 1       | 0      | 1      |
| 11     | Messico      | 0   | 0       | 4      | 4      |
| 12     | Paraguay     | 0   | 0       | 1      | 1      |
| Totale | Totale       | 32  | 32      | 32     | 96     |

## Risultati

### Uomini
| Evento               | Oro | Tempo     | Argento | Tempo     | Bronzo | Tempo     |
| Stile libero         | |           | |           | |           |
| 50 m                 | César Cielo Filho | 21"58     | Bruno Fratus | 22"05     | Hanser Garcia | 22"15     |
| 100 m                | César Cielo Filho | 47"84     | Hanser Garcia | 48"34     | Shaune Fraser | 48"63     |
| 200 m                | Brett Fraser | 1'47"18   | Shaune Fraser | 1'48"29   | Benjamin Hockin | 1'48"48   |
| 400 m                | Charles Houchin | 3'50"95   | Matthew Patton | 3'51"25   | Cristian Quintero | 3'52"51   |
| 1500 m               | Arthur Frayler | 15'19"59  | Ryan Feely | 15'22"19  | Juan Pereyra | 15'26"20  |
| Dorso                | |           | |           | |           |
| 100 m                | Thiago Pereira | 54"56     | Eugene Godsoe | 54"61     | Guilherme Guido | 54"81     |
| 200 m                | Thiago Pereira | 1'57"19   | Ómar Pinzón | 1'58"31   | Ryan Murphy | 1'58"50   |
| Rana                 | |           | |           | |           |
| 100 m                | Felipe França | 1'00"34   | Felipe Lima | 1'00"99   | Marcus Titus | 1'01"12   |
| 200 m                | Sean Mahoney | 2'11"62   | Christopher Burckle | 2'12"60   | Thiago Pereira | 2'13"58   |
| Delfino              | |           | |           | |           |
| 100 m                | Albert Subirats | 52"37     | Eugene Godsoe | 52"67     | Chris Brady | 52"95     |
| 200 m                | Leonardo de Deus | 1'57"92   | Daniel Madwed | 1'58"52   | Kaio Almeida | 1'58"78   |
| Misti                | |           | |           | |           |
| 200 m                | Thiago Pereira | 1'58"07   | Conor Dwyer | 1'58"64   | Henrique Rodrigues | 2'03"41   |
| 400 m                | Thiago Pereira | 4'16"68   | Conor Dwyer | 4'18"22   | Robert Margalis | 4'24"88   |
| Staffette            | |           | |           | |           |
| 4x100 m stile libero | Brasile Bruno Fratus (49"36) Nicholas Santos (48"92) César Cielo (47"07) Nicolas Oliveira (49"30) Gabriel Mangabeira* Thiago Pereira* Henrique Rodrigues*                | 3'14"65   | Stati Uniti William Copeland (49"71) Chris Brady (49"03) Robert Savulich (48"33) Douglas Robison (48"55) Eugene Godsoe* Conor Dwyer*                       | 3'15"62   | Venezuela Octavio Alesi (50"87) Crox Acuña (49"88) Cristian Quintero (49"86) Albert Subirats (49"31) Luis Rojas* Roberto Gomez* Daniele Tirabassi*              | 3'19"92   |
| 4x200 m stile libero | Stati Uniti Conor Dwyer (1'47"62) Douglas Robison (1'49"12) Charles Houchin (1'48"64) Matthew Patton (1'49"69) Daniel Madwed* Ryan Feeley* Rex Tullius* Robert Margalis* | 7'15"07   | Brasile André Schultz (1'50"55) Nicolas Oliveira (1'50"14) Leonardo de Deus (1'52"16) Thiago Pereira (1'49"11) Giuliano Rocco* Lucas Kanieski* Diogo Yabe* | 7'21"96   | Venezuela Daniele Tirabassi (1'50"97) Cristian Quintero (1'49"26) Crox Acuña (1'51"41) Marcos Lavado (1'51"77) Eddy Marin* Ricardo Monasterio* Alejandro Gomez* | 7'23"41   |
| 4x100 m misti        | Brasile Guilherme Guido (55"08) Felipe França (59"65) Gabriel Mangabeira (52"57) César Cielo (47"28) Thiago Pereira* Felipe Lima* Kaio de Almeida* Bruno Fratus*         | 3'34"58   | Stati Uniti Eugene Godsoe (54"80) Marcus Titus (1'01"16) Christopher Brady (52"84) Douglas Robison (48"31) David Russell* Kevin Swander* Bobby Savulich*   | 3'37"17   | Argentina Federico Gabrich (55"73) Lucas Peralta (1'02"78) Marcos Barale (54"57) Lucas Del Piccolo (51"43)                                                      | 3'44"51   |
| Fondo                | |           | |           | |           |
| 10 km.               | Richard Weinberger | 1h57'31"0 | Arthur Frayler | 1h75'31"3 | Guillermo Bertola | 1h57'33"9 |

### Donne
| Evento               | Oro | Tempo     | Argento | Tempo     | Bronzo | Tempo     |
| Stile libero         | |           | |           | |           |
| 50 m                 | Lara Jackson | 25"09     | Graciele Herrmann | 25"23     | Madison Kennedy | 25"24     |
| 100 m                | Amanda Kendall | 54"75     | Erika Erndl | 55"04     | Arlene Semeco | 55"43     |
| 200 m                | Catherine Breed | 2'00"08   | Chelsea Nauta | 2'00"62   | Andreína Pinto | 2'00"79   |
| 400 m                | Gillian Ryan | 4'11"58   | Andreína Pinto | 4'11"81   | Kristel Köbrich | 4'13"31   |
| 800 m                | Kristel Köbrich | 8'34"71   | Ashley Twichell | 8'38"38   | Andreína Pinto | 8'44"55   |
| Dorso                | |           | |           | |           |
| 100 m                | Rachel Bootsma | 1'00"37   | Elizabeth Pelton | 1'01"12   | Fernanda González | 1'02"00   |
| 200 m                | Elizabeth Pelton | 2'08"99   | Bonnie Brandon | 2'12"57   | Fernanda González | 2'13"56   |
| Rana                 | |           | |           | |           |
| 100 m                | Ann Chandler | 1'07"90   | Ashley Wanland | 1'08"55   | Ashley McGregor | 1'08"96   |
| 200 m                | Ashley McGregor | 2'28"04   | Haley Spencer | 2'29"30   | Michelle McKeehan | 2'30"51   |
| Delfino              | |           | |           | |           |
| 100 m                | Claire Donahue | 58"73     | Daynara De Paula | 59"30     | Elaine Breeden | 59"81     |
| 200 m                | Kim Vandenberg | 2'10"54   | Lyndsay De Paul | 2'12"34   | Rita Medrano | 2'12"43   |
| Misti                | |           | |           | |           |
| 200 m                | Julia Smit | 2'13"73   | Alia Atkinson | 2'14"75   | Joanna Maranhão | 2'15"08   |
| 400 m                | Julia Smit | 4'46"15   | Joanna Maranhão | 4'46"33   | Allysa Vavra | 4'48"05   |
| Staffette            | |           | |           | |           |
| 4x100 m stile libero | Stati Uniti Madison Kennedy (55"55) Elizabeth Pelton (55"25) Amanda Kendall (54"62) Erika Erndl (55"24)                                                                  | 3'40"66   | Brasile Michelle Lenhardt (57"06) Tatiana Barbosa (55"52) Flávia Delaroli(55"83) Daynara De Paula (56"21) Graciele Herrmann*                                                     | 3'44"62   | Canada Jennifer Beckberger (56"27) Caroline Lapierre (56"84) Ashley McGregor(58"16) Paige Schultz (57"08) Gabrielle Soucisse*                    | 3'48"37   |
| 4x200 m stile libero | Stati Uniti Catherine Breed (2'00"99) Elizabeth Pelton (2'00"11) Chelsea Nauta (2'00"49) Amanda Kendall (59"59) Kim Vandenberg* Erika Erndl*                             | 8'01"18"  | Brasile Joanna Maranhão (2'01"46) Jessica Cavalheiro (2'03"30) Manuella Lyrio (2'01"22) Tatiana Barbosa (2'03"91) Sarah Correa* Gabriela Rocha* Larissa Cieslak* Thamy Ventorin* | 8'09"79   | Messico Liliana Ibañez (2'01"17) Patricia Castañeda (2'05"28) Fernanda González (2'02"70) Susana Escobar (2.03"04) Martha Beltran* Rita Medrano* | 8'12"19   |
| 4x100 m misti        | Stati Uniti Rachel Bootsma (1'00"46) Ann Chandler (1'07"59) Claire Donahue (59"03) Amanda Kendall (53"92) Elizabeth Pelton* Ashley Wanland* Elaine Breeden* Erika Erndl* | 4'01"00   | Canada Gabrielle Soucisse (1'02"70) Ashley McGregor (1'08"80) Erin Miller (1'00"32) Jennifer Beckberger (55"22) Samantha Corea* Kierra Smith* Brenna MacLean* Caroline Lapierre* | 4'07"04   | Brasile Fabiola Molina (1'01"07) Tatiane Sakemi (1'11"40) Daynara De Paula (59"32) Tatiana Barbosa (55"33)                                       | 4'07"12   |
| Fondo                | |           | |           | |           |
| 10 km.               | Cecilia Biagioli | 2h04'11"5 | Poliana Okimoto | 2h05'51"3 | Christine Jennings | 2h05'52"2 |

 = Record dei Giochi panamericani